# Transcription des langues sémitiques
Cette page contient des caractères spéciaux ou non latins. S’ils s’affichent mal (▯, ?, etc.), consultez la page d’aide Unicode.
La transcription des langues sémitiques est un ensemble de symboles servant à la transcription phonétique, phonologique ou philologique des langues sémitiques. De cet ensemble quelque peu disparate de symboles qui n’est pas formalisé à la manière de l’alphabet phonétique international (API), un certain nombre ne correspond pas aux usages de l’API. On se bornera ici à indiquer les symboles les plus fréquents ou remarquables. 
Les langues sémitiques s’écrivant au moyen d’alphabets consonantiques, ou abjads, qui ne notent généralement pas les voyelles, leur translittération diffère fortement de leur transcription. On peut en avoir un aperçu dans l’article consacré à l’alphabet arabe.

## Diacritiques
La majorité des symboles utilisés sont des lettres latines diacritées. En effet, contrairement à d’autres transcriptions traditionnelles bien plus anciennes, comme celle des langues germaniques qui surprend par son disparate, les langues sémitiques suivent un système de transcription relativement régulier et systématique : tel diacritique y indique toujours un même phénomène, quelle que soit la lettre qui le porte. On n’a donc pas besoin de recourir à des lettres anciennes mélangées à des symboles plus récents.
Voici une liste théorique et non exhaustive des symboles utilisés, toutes langues et traditions confondues (entre parenthèses : des graphies moins rigoureuses) : 
- consonnes : ʾ, ʿ, b, ḇ (bh, v), č, d, ḍ, ḏ (dh, ð), f, g, ǧ (j), ḡ (gh), ǵ, h, ḥ, ḫ (kh), k, ḳ, ḵ (kh), l, m, n, p, p̄ (ph, f), s, ṣ, š (sh), ś (sh), t, ṭ, ṯ (th), w (v), y, z, ẓ, ž ;
- voyelles : a, â, ā, ă, á et ainsi de suite avec les autres voyelles latines, ǝ.

### Pour les voyelles
La quantité vocalique longue est marquée par le macron ou, très couramment, par l’accent circonflexe. Dans certains ouvrages (surtout consacrés à l’hébreu), on différencie les voyelles longues notées dans l’écriture par des matres lectionis de celles écrites autrement : les premières prennent l’accent circonflexe, les secondes le macron. La transcription de l’hébreu et de l’arabe peut être très détaillée et utiliser des symboles peu courants pour préciser la prononciation ou mieux représenter les signes utilisés dans l’écriture quand le texte est entièrement vocalisé. L’accent aigu sert parfois à l’accent tonique.
Enfin, en arabe, certaines conventions d’écriture sont parfois suivies concernant la notation des voyelles désinentielles ainsi que d’une consonne, le tāʾ marbūṭa (qu’on réalise le plus souvent comme la voyelle /a/ mais qui, dans les faits, est un /t/ précédé nécessairement de /a/), qu’on ne prononce normalement pas en arabe courant. Il est fréquent qu’elles soient notées en exposant pour signaler ce fait. Par exemple, le prénom arabe نَعِمَةٌ Naïma peut être transcrit couramment Naʿima mais, de manière plus précise, Naʿimatun, avec un tāʾ marbūṭa réalisé /t/ et la désinence du nominatif indéfini /un/. Dans la prononciation courante, on prononce Naʿima voire, de manière emphatique, Naʿimah (à la pause, sans les voyelles désinentielles), avec tāʾ marbūṭa réalisé /h/. Pour que cette prononciation du tāʾ marbūṭa soit distinguée d’un /h/ qui serait écrit avec un hāʾ, on transcrit aussi Naʿimaʰ.

### Pour les consonnes
C’est surtout dans le domaine des consonnes que le recours aux diacritiques est important, en raison de la richesse en phonèmes consonantiques des langues sémitiques.
Le principe général est d’utiliser une même lettre latine pour représenter toutes ses « variantes » (qu’elles soient liées entre elles phonologiquement, phonétiquement ou graphiquement). Ainsi, à partir du h, on obtient ḥ et ḫ. Pourtant, ces trois variantes notent bien là trois phonèmes distincts. 
Ce procédé possède deux avantages : 
- pour un lecteur ne connaissant pas l’alphabet utilisé normalement pour la langue voulue, les trois symboles (reprenons ceux dérivés du h) semblent liés : en effet, ils notent tous trois des fricatives et une oreille non avertie pourrait les trouver proches (ce sont des « sortes de /h/ », de manière vulgarisatrice) ;
- d’autre part, et surtout, ils indiquent les liens graphiques qui existent entre les phonèmes et l’écriture de la langue. En arabe, par exemple, ḫ ‹ خ › (mais pas h) n’est qu’une variante graphique de ḥ ‹ ح ›. Ce principe – loin d’être systématique – est cependant assez fréquent pour les autres lettres et ce dans diverses écritures.

#### Point souscrit
Le point souscrit est d’un usage très fréquent dans la transcription des langues sémitiques. Il indique que la consonne qui le porte est « emphatique », terme vague désignant, selon les langues concernées, plusieurs types de réalisations complexes du phonème simple correspondant. Ainsi, en langue arabe, la consonne ṭ est l’emphatique correspondant à t et on la réalise, dans la prononciation littérale, [t̙ˤ], c’est-à-dire un /t/ avec recul de la racine de la langue et pharyngalisation alors qu’en hébreu la même consonne t représente [t’] dans la langue ancienne (un /t/ glottalisé) et [t] dans la prononciation israélienne actuelle.
Parmi les consonnes emphatiques les plus courantes, on trouve ṭ, ḍ, ṣ et ẓ, parfois ḷ. Dans certains ouvrages, la lettre q, notant /q/, est parfois rendue par ḳ, qu’on peut considérer (avec erreur) comme une emphatique de /k/. On se référera aux articles consacrés à chaque langue sémitique concernée pour connaître la réalisation réelle des emphatiques en question.
Une exception notable existe : la consonne notée par ḥ est [ħ], qui n’est pas une emphatique. En sorte, il semblerait que le point souscrit ait été choisi non pas pour représenter les seules emphatiques mais surtout des consonnes impliquant, de manière floue, un point d’articulation primaire ou secondaire pharyngal (ou vélaire). Cependant, les emphatiques, dans les écritures non latines des langues sémitiques, ne sont quasiment jamais liées graphiquement aux non emphatiques correspondantes.

#### Ligne souscrite / suscrite
C’est surtout avec la ligne souscrite (qui devient suscrite quand la lettre la portant est dotée d’une hampe descendante, pour des raisons de lisibilité) que les liens entre la transcription et l’écriture est visible. En effet, cette ligne, ajoutée à une consonne occlusive, indique que celle-ci a subi une spirantisation et qu’elle doit donc être prononcée comme une fricative (ou une spirante).
Or, l’écriture fait le plus souvent de même en ajoutant un diacritique à la consonne concernée, et encore pas systématiquement car les versions fricatives des occlusives ne sont souvent considérées que comme des allophones que l’on peut déterminer par le contexte). Les paires occlusive ~ fricative existant dépendent de chaque langue et il existe parfois des fricatives notées indépendamment.

##### En hébreu
Par exemple, soient les consonnes b, g, d, k, p et t en hébreu notant /b g d k p t/ : chacune peut se présenter sous sa version fricative, soit /v ɣ ð x f θ (on remarque au passage que ni /v/ ni /f/ ne sont réellement les fricatives de /b/ et /f/, qui seraient /β/ et /ɸ/ ; le point d’articulation labio-dental est cependant plus stable que le bilabial et le passage de /β/ et /ɸ/ à /v/ et /f/ est fréquent dans de nombreuses autres langues). Les fricatives en question sont notées ḇ, ḡ, ḏ, ḵ, p̄ et ṯ. Or, l’écriture suit un principe similaire puisque ces consonnes sont toutes écrites au moyen d’un même graphème, distingué dans des éditions didactiques ou religieuses par des diacritiques : 
- b = בּ ~ ḇ = בֿ ;
- g = גּ ~ ḡ = גֿ ;
- d = דּ ~ ḏ = דֿ ;
- k = כּ ~ ḵ = כֿ ;
- p = פּ ~ p̄ = פֿ ;
- t = תּ ~ ṯ = תֿ.

Les deux diacritiques sont :
- le dāḡēš pour les occlusives ;
- le rāp̄eh (sorte de ligne suscrite) pour les fricatives ;

Le plus souvent, quand le texte est diacrité, le rāp̄eh est omis. De plus, dans des éditions à visées peu linguistiques, ces consonnes peuvent être transcrites bien plus simplement, soit suivies d’un h (p̄ = ph, ḵ = kh, par exemple), soit d’une manière encore plus claire (p̄ = f, ḇ = v, ḵ = x).

##### En arabe
La langue arabe connaît aussi des fricatives issues d’occlusives qui sont notées dans l’alphabet par un même graphème diacrité différemment (à la différence de l’hébreu, les points sont ici obligatoires). On trouve ainsi deux couples :
- t = /t/ = ت ~ ṯ = /θ/ = ث ;
- d = /d/ = د ~ ḏ = /ð/ = ذ.

La lettre ġayn, cependant, qui note /ɣ/, est transcrite le plus souvent par ġ (avec point suscrit) ou ǵ (avec accent aigu) mais très rarement par ḡ.
On consultera aussi Diacritiques de l’alphabet arabe pour d’autres détails.

#### Háček
Le háček est utilisé comme dans l’orthographe et la transcription des langues slaves : 
- une occlusive le portant est prononcée de manière affriquée → č = /t͡ʃ/, ǧ = /d͡ʒ/ (phonème qui, en arabe, peut être réalisé [g], [ʒ] ou [d͡ʒ]);
- une sifflante comme une fricative post-alvéolaire → š = /ʃ/, ž = /ʒ/).

Là encore, le principe fondamental est de garder, le cas échéant, un lien avec la graphie : en arabe, par exemple, s et š sont représentés respectivement par ‹ س › et ‹ ش ›. En araméen tel qu’écrit avec l’alphabet syriaque, č et ǧ sont des dérivés de k ‹ ܟ̰ › et g ‹ ܓ̰ › (on imagine que č a été utilisé plutôt que ǩ en raison de son existence dans d’autres transcriptions et orthographes). 
- Dans les exemples en alphabet syriaque donnés ci-dessus, le diacritique indiquant le caractère affriqué, nommé maǧliyana (et ressemblant à un tilde souscrit), n’étant pas explicitement prévu par Unicode version 4[2], il est possible que l’affichage soit défectueux. En effet, le maǧliyana devrait être rendu par U+0330, un tilde souscrit qui n’est pas prévu forcément pour une écriture se traçant de droite à gauche.

#### Accent aigu (ou grave)
Outre sur une voyelle, l’accent aigu (plus rarement, grave) se rencontre aussi sur quelques consonnes. Son principal rôle est réellement diacritique : il permet de distinguer deux consonnes sans pour autant indiquer en quoi elles diffèrent. Par exemple, il n’est pas rare que le phonème /ɣ/, le plus souvent transcrit par ḡ, le soit dans certains ouvrages par un ǵ, sans pour autant qu’on puisse attribuer à cet accent aigu la valeur que porte habituellement la ligne suscrite.
Outre ǵ, c’est surtout ś qui peut se rencontrer, consonne ancienne dont la valeur phonétique n’est pas claire et varie selon les interprétations. Il s’agit là de distinguer trois « sortes de /s/ », s, š et ś. En hébreu, par exemple, on trouve deux valeurs pour la lettre ש šīn / śīn (deux valeurs n’étant cependant pas allophoniques), distinguées parfois dans l’écriture par la place du point (שׁ pour šīn, שׂ pour śīn). L’on sait que š vaut /ʃ/ et qu’actuellement ś se lit [s] mais qu’il a vraisemblablement représenté anciennement un son [ɬ], fricative latérale sourde (entre autres possibilités d’interprétation). De même, l’ougaritique présente un phonème transcrit s̀ dont la valeur exacte nous est inconnue et qui ne s’utilise que dans des textes écrits en hourrite. Il est probable que ce soit une sorte de sifflante.

#### Autres signes
Le phonème /x/, quand il ne vient pas explicitement de la spirantisation de /k/, est régulièrement noté ḫ, h avec brève souscrite. De manière moins précise, c’est souvent par kh qu’il est rendu dans des textes ne suivant pas la transcription traditionnelle

### Demi-anneaux
Il s’agit là non pas de diacritiques mais de lettres à part entière, tracées ‹ ʾ › (demi-anneau à droite) et ‹ ʿ › (demi-anneau à gauche). 
La première représente la première consonne des abjads sémitiques (ʾālep̄ dans l’alphabet hébreu, ʾalif en arabe, ʾālap̄ en syriaque, etc.), le plus souvent réalisée comme un coup de glotte, soit /ʔ/. Cette lettre servant aussi de mater lectionis, elle jouera un rôle bien différent dans une translittération : en effet, en translittérant un mot contenant un /aː/, par exemple, on pourra être amené à noter la présence d’un ʾālep̄ servant de lettre de prolongement sans que le mot ne contienne réellement de coup de glotte.
La seconde représente la consonne nommée ʿayin / ʿayn (ʿē dans l’alphabet syriaque), interprétée le plus souvent comme une fricative sonore pharyngale, soit /ʕ/ (dans les faits, les réalisations de cette consonne sémitique varient énormément).
Pour des raisons typographiques, les demi-anneaux sont souvent remplacés par l’apostrophe. Il faut dans ce cas-là opposer l’apostrophe courbe ’ pour /ʔ/ et ‘ (apostrophe culbutée) pour /ʕ/. Il serait maladroit de coder ces deux consonnes par une apostrophe « droite », qui ne permettrait pas de les différencier (sauf si, comme c’est le cas dans des compositions typographiques limitées pour des raisons informatiques ─ jeux de caractères sur 8 bits, par exemple ─, on note /ʔ/ par l’apostrophe droite et /ʕ/ par un accent grave chassant. 
Finalement, on obtient les équivalences suivantes : 
- bonne composition typographique : ʾālep̄ ~ ʿayin ;
- composition acceptable : ’ālep̄ ~ ‘ayin ;
- composition limitée techniquement : 'âleph ~ `ayin ;
- composition limitée et fautive : 'âleph ~ 'ayin.

Note : ces deux caractères, bien que ressemblant à des signes de ponctuation, jouent dans les transcriptions des langues sémitiques le rôle de lettres à part entière. Il serait particulièrement maladroit de les omettre, ce qui est malheureusement souvent le cas dans des ouvrages rédigés par une personne ne connaissant pas ces langues.